# Kecamatan Plered (distrikt i Indonesien, lat -6,64, long 107,40)
Kecamatan Plered är ett distrikt i Indonesien.   Det ligger i provinsen Jawa Barat, i den västra delen av landet, 80 km sydost om huvudstaden Jakarta.